# Elecciones legislativas de Argentina de 1920
Las elecciones legislativas de Argentina de 1920 tuvieron lugar el 7 de marzo del mencionado año con el objetivo de renovar 101 de los 158 escaños de la Cámara de Diputados de la Nación Argentina. Serían las quintas elecciones nacionales desde el establecimiento del voto secreto mediante la Ley Sáenz Peña, y las segundas elecciones intermedias que enfrentaría el gobierno de Hipólito Yrigoyen, que aspiraba a conseguir por fin el quorum en la cámara baja del Congreso de la Nación. Debido al agrandamiento del Congreso, en estas elecciones se revalidaría el mandato de casi el 65% de las bancas, con 76 bancas con mandato hasta 1924 y 25 bancas con mandato hasta 1922.
El resultado fue una abrumadora victoria para la oficialista Unión Cívica Radical (UCR), que logró el 47,20% de los votos y 62 de las 101 bancas en disputa, obteniendo así una amplísima mayoría absoluta en la Cámara de Diputados con 95 de los 158 escaños. En segundo lugar quedaron las debilitadas listas del conservadurismo, con el Partido Conservador de la provincia de Buenos Aires como principal referente, perdiendo 5 bancas y conservando 32. En tercer lugar por voto popular quedó el Partido Demócrata Progresista, que tuvo una gran recuperación con respecto a los anteriores comicios y obtuvo 14 escaños. En cuarto lugar quedó el Partido Socialista con 7 bancas.

## Contexto
Debido a la situación económica favorable a principios de la década de 1920, y a la división total de la oposición conservadora, se consideraba ampliamente que la UCR lograría otra victoria consecutiva. Efectivamente, el radicalismo logró imponerse en Capital Federal, Entre Ríos, La Rioja, Santiago del Estero,  e incluso en distritos que hasta entonces habían estado dominados por partidos de oposición (como las provincias de Buenos Aires y Tucumán), o facciones disidentes de la UCR (como en el caso de Santa Fe). La UCR desplazó definitivamente al Partido Demócrata Progresista y al Partido Socialista en el distrito altamente competitivo de la ciudad de Buenos Aires, apoyando los derechos laborales y avanzando programas como la Comisión Nacional de Vivienda Económica (CNCB), que construyó miles de viviendas. La adición de 38 escaños a la Cámara de Diputados, en parte como resultado del censo de 1914, mejoró aún más el dominio político de la UCR y, por primera vez, les otorgó la mayoría absoluta en la Cámara Baja.
Los socialistas obtuvieron ganancias modestas en las elecciones del Congreso e históricas victorias en las elecciones municipales de las ciudades de Zárate y Mar del Plata, que pasaron a ser los dos primeros municipios de Argentina gobernados por el PS. El Partido Demócrata Progresista, liderado por el reformista Lisandro de la Torre de la Liga del Sur, desde 1914, obtuvo también un crecimiento de votos y se impuso en la provincia de Córdoba, desplazando a los conservadores de la primera minoría en la cámara, a pesar de haber recibido menos votos. Los conservadores continuaron dominando el Senado de la Nación, sin embargo, y gran parte de la legislación de Yrigoyen, especialmente el establecimiento de una marina mercante nacional, siguió encontrando largas demoras. Yrigoyen tampoco había sido persuasivo entre los gobernadores de la nación, y para el momento de las elecciones de marzo de 1920, catorce habían sido reemplazados por una intervención federal decretada por el presidente.
La eliminación de Gobernadores por decreto presidencial había ayudado, por sí misma, a desalentar el establecimiento de facciones disidentes de la UCR, de las cuales había no menos de cinco antes de las elecciones; estas elecciones solo dejaron a la provincia de Mendoza con una delegación disidente de la mayoría de la UCR. La facción más prominente, liderada por el gobernador de Santa Fe, Rodolfo Lehmann, que contaba con 8 diputados en su apogeo, se vio debilitada por su renuncia a fines de 1919 y no presentó candidatos en 1920. La lucha del gobernador reformista con la compañía de tala La Forestal, cuyos trabajadores en huelga fueron brutalmente reprimidos tanto por los hombres de la compañía como por las tropas nacionales, tuvo más culpa de su partida que las diferencias con el presidente Yrigoyen e ilustró los límites de la era del gobierno pluralista que comenzó en 1916.

## Reglas electorales

### Sistema electoral
Los comicios se realizaron bajo el texto constitucional sancionado en 1853. Dicha carta magna establecía que la Cámara de Diputados de la Nación Argentina debía estar compuesta por representantes de cada uno de los distritos argentinos considerados "provincias", y la ciudad de Buenos Aires, en calidad de Capital Federal de la República. Por tal motivo, los territorios nacionales no gozaban de representación parlamentaria. Del mismo modo, los diputados se elegirían por mitades de manera escalonada cada dos años, con mandatos de cuatro años para cada diputado.
En ese momento existían trece provincias, lo que junto a la Capital Federal daba un total de catorce distritos electorales. El sistema electoral empleado era el de mayoría y minoría o lista incompleta, bajo el cual los dos partidos más votados obtenían toda la representación. También el sistema adoptó el Panachage el cual dio a los electores la posibilidad de tachar o adicionar candidatos en las listas. En algunas provincias, con tan solo dos diputados de representación, el escrutinio era en la práctica mayoritario, con las dos bancas correspondiendo al partido más votado. Estos distritos no renovaban de manera escalonada.

### Bancas a elegir
| Provincia           | Bancas totales | Bancas a elegir | Bancas a elegir | Bancas a elegir |
| Provincia           | Bancas totales | Totales         | Mayoría         | Minoría         |
| ------------------- | -------------- | --------------- | --------------- | --------------- |
| Buenos Aires        | 42             | 30              | 20              | 10              |
| Capital Federal     | 32             | 23              | 16              | 7               |
| Catamarca           | 2              | —               | —               | —               |
| Córdoba             | 15             | 13              | 9               | 4               |
| Corrientes          | 7              | 3               | 2               | 1               |
| Entre Ríos          | 9              | 1               | 1               | —               |
| Jujuy               | 2              | 1               | 1               | —               |
| La Rioja            | 2              | 2               | 2               | —               |
| Mendoza             | 6              | 3               | 2               | 1               |
| Salta               | 3              | 1               | 1               | —               |
| San Juan            | 3              | 2               | 2               | —               |
| San Luis            | 3              | 3               | 2               | 1               |
| Santa Fe            | 19             | 13              | 9               | 4               |
| Santiago del Estero | 6              | 4               | 3               | 1               |
| Tucumán             | 7              | 2               | 2               | —               |
| Total               | 158            | 101             | 72              | 29              |

## Resultados
|  | 47,20 % |

|  | 9,96 % |

|  | 2,29 % |

|  | 1,78 % |

|  | 1,13 % |

|  | 1,07 % |

|  | 0,85 % |

|  | 0,77 % |

|  | 0,30 % |

|  | 18,16 % |

|  | 16,21 % |

|  | 11,69 % |

|  | 1,32 % |

|  | 1,21 % |

|  | 1,02 % |

|  | 0,57 % |

|  | 0,39 % |

|  | 4,50 % |

|  | 1,22 % |

|  | 0,62 % |

|  | 0,18 % |

|  | 0,09 % |

|  | 0,05 % |

|  | 0,08 % |

|  | 93,01 % |

|  | 2,57 % |

|  | 0,00 % |

|  | 4,42 % |

|  | 100 % |

|  | 53,74 % |

## Resultados por provincia
| Provincia de Buenos Aires 30 Diputados       | Provincia de Buenos Aires 30 Diputados | Provincia de Buenos Aires 30 Diputados | Provincia de Buenos Aires 30 Diputados | Provincia de Buenos Aires 30 Diputados | Provincia de Buenos Aires 30 Diputados |
| Partido                                      | Partido                                | Candidato                              | Votos al candidato                     | Votos al partido                       | %                                      |
| -------------------------------------------- | -------------------------------------- | -------------------------------------- | -------------------------------------- | -------------------------------------- | -------------------------------------- |
|                                              | Unión Cívica Radical                   | Pedro Solanet                          | 80.043                                 | 80.043                                 | 48,46                                  |
| Carlos M. Pradère                            | Unión Cívica Radical                   | 80.019                                 |                                        | 80.043                                 | 48,46                                  |
| Alberto de Bary                              | Unión Cívica Radical                   | 79.985                                 |                                        | 80.043                                 | 48,46                                  |
| Juan B. Aramburu                             | Unión Cívica Radical                   | 79.983                                 |                                        | 80.043                                 | 48,46                                  |
| José A. Otamendi                             | Unión Cívica Radical                   | 79.969                                 |                                        | 80.043                                 | 48,46                                  |
| Manuel B. Beguiristain                       | Unión Cívica Radical                   | 79.943                                 |                                        | 80.043                                 | 48,46                                  |
| Mario M. Guido                               | Unión Cívica Radical                   | 79.918                                 |                                        | 80.043                                 | 48,46                                  |
| José T. Olmos                                | Unión Cívica Radical                   | 79.902                                 |                                        | 80.043                                 | 48,46                                  |
| Roberto J. Parry                             | Unión Cívica Radical                   | 79.893                                 |                                        | 80.043                                 | 48,46                                  |
| José Miguel Grau                             | Unión Cívica Radical                   | 79.891                                 |                                        | 80.043                                 | 48,46                                  |
| Délfor del Valle                             | Unión Cívica Radical                   | 79.858                                 |                                        | 80.043                                 | 48,46                                  |
| Ricardo Pereyra Rozas                        | Unión Cívica Radical                   | 79.842                                 |                                        | 80.043                                 | 48,46                                  |
| Arturo Santa María                           | Unión Cívica Radical                   | 79.835                                 |                                        | 80.043                                 | 48,46                                  |
| Pedro R. Núñez                               | Unión Cívica Radical                   | 79.833                                 |                                        | 80.043                                 | 48,46                                  |
| Gumersindo Cristobó                          | Unión Cívica Radical                   | 79.826                                 |                                        | 80.043                                 | 48,46                                  |
| José V. Noriega                              | Unión Cívica Radical                   | 79.792                                 |                                        | 80.043                                 | 48,46                                  |
| Raúl F. Oyhanarte                            | Unión Cívica Radical                   | 79.761                                 |                                        | 80.043                                 | 48,46                                  |
| Guillermo R. O'Reilly                        | Unión Cívica Radical                   | 79.754                                 |                                        | 80.043                                 | 48,46                                  |
| Alejandro Miñones                            | Unión Cívica Radical                   | 79.703                                 |                                        | 80.043                                 | 48,46                                  |
| José S. Massoni                              | Unión Cívica Radical                   | 79.651                                 |                                        | 80.043                                 | 48,46                                  |
|                                              | Partido Conservador                    | Ángel Pintos                           | 71.473                                 | 71.473                                 | 43,27                                  |
| Alfredo Echagüe                              | Partido Conservador                    | 71.413                                 |                                        | 71.473                                 | 43,27                                  |
| Mariano Demaría (h)                          | Partido Conservador                    | 71.338                                 |                                        | 71.473                                 | 43,27                                  |
| Mariano de Vedia y Mitre                     | Partido Conservador                    | 71.328                                 |                                        | 71.473                                 | 43,27                                  |
| Eduardo Arana                                | Partido Conservador                    | 71.285                                 |                                        | 71.473                                 | 43,27                                  |
| Silvio E. Parodi                             | Partido Conservador                    | 71.228                                 |                                        | 71.473                                 | 43,27                                  |
| Antonio Santamarina                          | Partido Conservador                    | 71.192                                 |                                        | 71.473                                 | 43,27                                  |
| Adrián César Escobar                         | Partido Conservador                    | 71.188                                 |                                        | 71.473                                 | 43,27                                  |
| Edgardo J. Míguez                            | Partido Conservador                    | 71.176                                 |                                        | 71.473                                 | 43,27                                  |
| Luis Güerci                                  | Partido Conservador                    | 71.146                                 |                                        | 71.473                                 | 43,27                                  |
| Ángel Sánchez Elía                           | Partido Conservador                    | 71.132                                 |                                        | 71.473                                 | 43,27                                  |
| Juan P. Sáenz Valiente                       | Partido Conservador                    | 71.121                                 |                                        | 71.473                                 | 43,27                                  |
| Luis Grisolía                                | Partido Conservador                    | 71.111                                 |                                        | 71.473                                 | 43,27                                  |
| Alfredo Rodríguez                            | Partido Conservador                    | 71.095                                 |                                        | 71.473                                 | 43,27                                  |
| Alfredo del Gaje                             | Partido Conservador                    | 71.063                                 |                                        | 71.473                                 | 43,27                                  |
| Alberto Moreno                               | Partido Conservador                    | 70.953                                 |                                        | 71.473                                 | 43,27                                  |
| Ezequiel S. de Olazo                         | Partido Conservador                    | 70.781                                 |                                        | 71.473                                 | 43,27                                  |
| Alberto Barceló                              | Partido Conservador                    | 70.331                                 |                                        | 71.473                                 | 43,27                                  |
| Alejandro Korn                               | Partido Conservador                    | 70.142                                 |                                        | 71.473                                 | 43,27                                  |
| José María Vega                              | Partido Conservador                    | 70.095                                 |                                        | 71.473                                 | 43,27                                  |
|                                              | Partido Socialista                     | Jerónimo Della Latta                   | 13.672                                 | 13.672                                 | 8,28                                   |
| Silvio L. Ruggieri                           | Partido Socialista                     | 13.668                                 |                                        | 13.672                                 | 8,28                                   |
| Francisco Cúneo                              | Partido Socialista                     | 13.668                                 |                                        | 13.672                                 | 8,28                                   |
| José P. Baliño                               | Partido Socialista                     | 13.664                                 |                                        | 13.672                                 | 8,28                                   |
| Domingo Bessaso                              | Partido Socialista                     | 13.664                                 |                                        | 13.672                                 | 8,28                                   |
| Luis de Carli                                | Partido Socialista                     | 13.663                                 |                                        | 13.672                                 | 8,28                                   |
| Jacinto Oddone                               | Partido Socialista                     | 13.663                                 |                                        | 13.672                                 | 8,28                                   |
| Adolfo Dickman                               | Partido Socialista                     | 13.662                                 |                                        | 13.672                                 | 8,28                                   |
| Teodoro Bronzini                             | Partido Socialista                     | 13.650                                 |                                        | 13.672                                 | 8,28                                   |
| Ismael Moreno                                | Partido Socialista                     | 13.644                                 |                                        | 13.672                                 | 8,28                                   |
| Antonio Zaccagnini                           | Partido Socialista                     | 13.644                                 |                                        | 13.672                                 | 8,28                                   |
| Agustín de Arrieta                           | Partido Socialista                     | 13.642                                 |                                        | 13.672                                 | 8,28                                   |
| Miguel Pizza                                 | Partido Socialista                     | 13.641                                 |                                        | 13.672                                 | 8,28                                   |
| Juan P. Barrios                              | Partido Socialista                     | 13.640                                 |                                        | 13.672                                 | 8,28                                   |
| José M. Lemos                                | Partido Socialista                     | 13.636                                 |                                        | 13.672                                 | 8,28                                   |
| Guillermo Aguirre Bengoa                     | Partido Socialista                     | 13.636                                 |                                        | 13.672                                 | 8,28                                   |
| Francisco Martelo                            | Partido Socialista                     | 13.636                                 |                                        | 13.672                                 | 8,28                                   |
| Anacleto M. Farías                           | Partido Socialista                     | 13.634                                 |                                        | 13.672                                 | 8,28                                   |
| Gualberto Álvarez                            | Partido Socialista                     | 13.629                                 |                                        | 13.672                                 | 8,28                                   |
| Arturo Vera                                  | Partido Socialista                     | 13.618                                 |                                        | 13.672                                 | 8,28                                   |
| Votos positivos                              | Votos positivos                        | Votos positivos                        | Votos positivos                        | 165.188                                | 99,58                                  |
| Diferencia de actas                          | Diferencia de actas                    | Diferencia de actas                    | Diferencia de actas                    | 692                                    | 0,42                                   |
| Total de votos                               | Total de votos                         | Total de votos                         | Total de votos                         | 165.880                                | 100                                    |
| Electores registrados/Participación          | Electores registrados/Participación    | Electores registrados/Participación    | Electores registrados/Participación    | 367.693                                | 45,11                                  |
| Capital Federal 23 Diputados                 |                                        |                                        |                                        |                                        |                                        |
| Partido                                      | Partido                                | Candidato                              | Votos al candidato                     | Votos al partido                       | %                                      |
|                                              | Unión Cívica Radical                   | Arturo Goyeneche                       | 60.364                                 | 60.364                                 | 35,36                                  |
| Víctor M. Molina                             | Unión Cívica Radical                   | 60.086                                 |                                        | 60.364                                 | 35,36                                  |
| Leónidas Anastasi                            | Unión Cívica Radical                   | 59.015                                 |                                        | 60.364                                 | 35,36                                  |
| Ernesto H. Celesia                           | Unión Cívica Radical                   | 58.993                                 |                                        | 60.364                                 | 35,36                                  |
| Juan J. Capurro                              | Unión Cívica Radical                   | 58.872                                 |                                        | 60.364                                 | 35,36                                  |
| Juan José Frugoni                            | Unión Cívica Radical                   | 58.832                                 |                                        | 60.364                                 | 35,36                                  |
| Pedro López Anaut                            | Unión Cívica Radical                   | 58.669                                 |                                        | 60.364                                 | 35,36                                  |
| Enrique Agesta                               | Unión Cívica Radical                   | 58.669                                 |                                        | 60.364                                 | 35,36                                  |
| Roberto Marcelino Ortiz                      | Unión Cívica Radical                   | 58.657                                 |                                        | 60.364                                 | 35,36                                  |
| Francisco L. Albarracín                      | Unión Cívica Radical                   | 58.358                                 |                                        | 60.364                                 | 35,36                                  |
| Antonio Barrera Nicholson                    | Unión Cívica Radical                   | 58.298                                 |                                        | 60.364                                 | 35,36                                  |
| Matías Gil                                   | Unión Cívica Radical                   | 58.288                                 |                                        | 60.364                                 | 35,36                                  |
| Pedro A. Fox                                 | Unión Cívica Radical                   | 58.283                                 |                                        | 60.364                                 | 35,36                                  |
| Antonio Lozano                               | Unión Cívica Radical                   | 58.228                                 |                                        | 60.364                                 | 35,36                                  |
| Eduardo M. Tomaszewski                       | Unión Cívica Radical                   | 58.091                                 |                                        | 60.364                                 | 35,36                                  |
| José León Rodeyro                            | Unión Cívica Radical                   | 57.921                                 |                                        | 60.364                                 | 35,36                                  |
|                                              | Partido Socialista                     | Juan B. Justo                          | 55.000                                 | 55.000                                 | 32,22                                  |
| Federico Pinedo (h)                          | Partido Socialista                     | 54.793                                 |                                        | 55.000                                 | 32,22                                  |
| Enrique Dickmann                             | Partido Socialista                     | 53.333                                 |                                        | 55.000                                 | 32,22                                  |
| Augusto Bunge                                | Partido Socialista                     | 53.325                                 |                                        | 55.000                                 | 32,22                                  |
| Agustín S. Muzio                             | Partido Socialista                     | 53.185                                 |                                        | 55.000                                 | 32,22                                  |
| Héctor González Iramain                      | Partido Socialista                     | 52.765                                 |                                        | 55.000                                 | 32,22                                  |
| Fernando de Andreis                          | Partido Socialista                     | 52.756                                 |                                        | 55.000                                 | 32,22                                  |
| Alfredo L. Spinetto                          | Partido Socialista                     | 52.662                                 |                                        | 55.000                                 | 32,22                                  |
| Antonio Zaccagnini                           | Partido Socialista                     | 52.174                                 |                                        | 55.000                                 | 32,22                                  |
| Manuel González Maseda                       | Partido Socialista                     | 52.002                                 |                                        | 55.000                                 | 32,22                                  |
| Esteban Giménez                              | Partido Socialista                     | 51.863                                 |                                        | 55.000                                 | 32,22                                  |
| Alejandro Castiñeiras                        | Partido Socialista                     | 51.787                                 |                                        | 55.000                                 | 32,22                                  |
| Enrique Mouchet                              | Partido Socialista                     | 51.618                                 |                                        | 55.000                                 | 32,22                                  |
| Segundo Iñigo Carreras                       | Partido Socialista                     | 51.485                                 |                                        | 55.000                                 | 32,22                                  |
| Alberto Iribarne                             | Partido Socialista                     | 51.378                                 |                                        | 55.000                                 | 32,22                                  |
| Felipe di Tella                              | Partido Socialista                     | 51.073                                 |                                        | 55.000                                 | 32,22                                  |
|                                              | Partido Demócrata Progresista          | Lisandro de la Torre                   | 41.760                                 | 41.760                                 | 24,46                                  |
| Rodolfo Moreno                               | Partido Demócrata Progresista          | 40.249                                 |                                        | 41.760                                 | 24,46                                  |
| José Luis Murature                           | Partido Demócrata Progresista          | 38.702                                 |                                        | 41.760                                 | 24,46                                  |
| Francisco Julián Beazley                     | Partido Demócrata Progresista          | 38.670                                 |                                        | 41.760                                 | 24,46                                  |
| Enrique Larreta                              | Partido Demócrata Progresista          | 38.585                                 |                                        | 41.760                                 | 24,46                                  |
| Carlos Ibarguren                             | Partido Demócrata Progresista          | 38.174                                 |                                        | 41.760                                 | 24,46                                  |
| Juan José Díaz Arana                         | Partido Demócrata Progresista          | 37.830                                 |                                        | 41.760                                 | 24,46                                  |
| Enrique Loncán                               | Partido Demócrata Progresista          | 37.414                                 |                                        | 41.760                                 | 24,46                                  |
| Francisco Uriburu (h)                        | Partido Demócrata Progresista          | 37.336                                 |                                        | 41.760                                 | 24,46                                  |
| Ricardo Bello                                | Partido Demócrata Progresista          | 36.971                                 |                                        | 41.760                                 | 24,46                                  |
| Diego Saavedra                               | Partido Demócrata Progresista          | 36.719                                 |                                        | 41.760                                 | 24,46                                  |
| Carlos Quintana                              | Partido Demócrata Progresista          | 36.647                                 |                                        | 41.760                                 | 24,46                                  |
| Octavio R. Amadeo                            | Partido Demócrata Progresista          | 36.583                                 |                                        | 41.760                                 | 24,46                                  |
| Octavio S. Pico                              | Partido Demócrata Progresista          | 36.399                                 |                                        | 41.760                                 | 24,46                                  |
| Tomás Vallée                                 | Partido Demócrata Progresista          | 36.355                                 |                                        | 41.760                                 | 24,46                                  |
| Ezequiel Ramos Mexía                         | Partido Demócrata Progresista          | 35.336                                 |                                        | 41.760                                 | 24,46                                  |
|                                              | Partido Socialista Argentino           | Alfredo Palacios                       | 8.726                                  | 8.726                                  | 5,11                                   |
| Alcira Rigios de Berón de Astrada            | Partido Socialista Argentino           | 2.717                                  |                                        | 8.726                                  | 5,11                                   |
| Juan F. Mantecón                             | Partido Socialista Argentino           | 2.681                                  |                                        | 8.726                                  | 5,11                                   |
| Gustavo V. Fort                              | Partido Socialista Argentino           | 2.440                                  |                                        | 8.726                                  | 5,11                                   |
| José Antonio Saldías                         | Partido Socialista Argentino           | 2.424                                  |                                        | 8.726                                  | 5,11                                   |
| José L. Alberti                              | Partido Socialista Argentino           | 2.391                                  |                                        | 8.726                                  | 5,11                                   |
| Carlos Filippa                               | Partido Socialista Argentino           | 2.386                                  |                                        | 8.726                                  | 5,11                                   |
| Carlos G. Antola                             | Partido Socialista Argentino           | 2.368                                  |                                        | 8.726                                  | 5,11                                   |
| Carlos M. Brian                              | Partido Socialista Argentino           | 2.364                                  |                                        | 8.726                                  | 5,11                                   |
| Eduardo Miranda Gallino                      | Partido Socialista Argentino           | 2.358                                  |                                        | 8.726                                  | 5,11                                   |
| Ricardo Garbellini                           | Partido Socialista Argentino           | 2.353                                  |                                        | 8.726                                  | 5,11                                   |
| Jacinto de Castelltort                       | Partido Socialista Argentino           | 2.351                                  |                                        | 8.726                                  | 5,11                                   |
| Alberto de Diego                             | Partido Socialista Argentino           | 2.346                                  |                                        | 8.726                                  | 5,11                                   |
| Atilio Guerdile                              | Partido Socialista Argentino           | 2.346                                  |                                        | 8.726                                  | 5,11                                   |
| Germán Spika                                 | Partido Socialista Argentino           | 2.345                                  |                                        | 8.726                                  | 5,11                                   |
| Ángel Lobeto                                 | Partido Socialista Argentino           | 2.333                                  |                                        | 8.726                                  | 5,11                                   |
|                                              | Partido Socialista Internacional       | José Fernando Penelón                  | 2.937                                  | 2.937                                  | 1,72                                   |
| José F. Grosso                               | Partido Socialista Internacional       | 2.888                                  |                                        | 2.937                                  | 1,72                                   |
| Aldo Cantoni                                 | Partido Socialista Internacional       | 2.877                                  |                                        | 2.937                                  | 1,72                                   |
| Pedro D. Zibecchi                            | Partido Socialista Internacional       | 2.832                                  |                                        | 2.937                                  | 1,72                                   |
| Rodolfo José Ghioldi                         | Partido Socialista Internacional       | 2.814                                  |                                        | 2.937                                  | 1,72                                   |
| Atilio Medaglia                              | Partido Socialista Internacional       | 2.801                                  |                                        | 2.937                                  | 1,72                                   |
| Pedro Romo                                   | Partido Socialista Internacional       | 2.797                                  |                                        | 2.937                                  | 1,72                                   |
| Jacobo R. Rodríguez                          | Partido Socialista Internacional       | 2.792                                  |                                        | 2.937                                  | 1,72                                   |
| Luis Miranda                                 | Partido Socialista Internacional       | 2.788                                  |                                        | 2.937                                  | 1,72                                   |
| Amadeo Zeme                                  | Partido Socialista Internacional       | 2.782                                  |                                        | 2.937                                  | 1,72                                   |
| E. González Mellen                           | Partido Socialista Internacional       | 2.780                                  |                                        | 2.937                                  | 1,72                                   |
| Miguel Gratacos                              | Partido Socialista Internacional       | 2.772                                  |                                        | 2.937                                  | 1,72                                   |
| Miguel C. Valle                              | Partido Socialista Internacional       | 2.771                                  |                                        | 2.937                                  | 1,72                                   |
| Alberto Palcos                               | Partido Socialista Internacional       | 2.761                                  |                                        | 2.937                                  | 1,72                                   |
| Julián Duccase                               | Partido Socialista Internacional       | 2.757                                  |                                        | 2.937                                  | 1,72                                   |
| Augusto Kuhn                                 | Partido Socialista Internacional       | 2.288                                  |                                        | 2.937                                  | 1,72                                   |
|                                              | Partido Feminista Nacional             | Julieta Lanteri                        | 1.258                                  | 1.258                                  | 0,74                                   |
|                                              | Partido Unitario                       | Ricardo Tarnassi                       | 672                                    | 672                                    | 0,39                                   |
| Eduardo C. Arce                              | Partido Unitario                       | 564                                    |                                        | 672                                    | 0,39                                   |
| Tomás Guerrero                               | Partido Unitario                       | 547                                    |                                        | 672                                    | 0,39                                   |
| José F. Trelles                              | Partido Unitario                       | 546                                    |                                        | 672                                    | 0,39                                   |
| Teodoro Granel                               | Partido Unitario                       | 545                                    |                                        | 672                                    | 0,39                                   |
| Vicente J. Reisse                            | Partido Unitario                       | 542                                    |                                        | 672                                    | 0,39                                   |
| Luis A. Olmos                                | Partido Unitario                       | 542                                    |                                        | 672                                    | 0,39                                   |
| Emilio J. Poggi (h)                          | Partido Unitario                       | 541                                    |                                        | 672                                    | 0,39                                   |
| Tomás O. Ratto Valerga                       | Partido Unitario                       | 539                                    |                                        | 672                                    | 0,39                                   |
| Antonio Musto                                | Partido Unitario                       | 538                                    |                                        | 672                                    | 0,39                                   |
| Francisco Cortese                            | Partido Unitario                       | 538                                    |                                        | 672                                    | 0,39                                   |
| Felipe H. Fernández                          | Partido Unitario                       | 537                                    |                                        | 672                                    | 0,39                                   |
| Luis T. Montferrán                           | Partido Unitario                       | 534                                    |                                        | 672                                    | 0,39                                   |
| Alberto Campos Otamendi                      | Partido Unitario                       | 534                                    |                                        | 672                                    | 0,39                                   |
| Augusto de Pablo Pardo                       | Partido Unitario                       | 532                                    |                                        | 672                                    | 0,39                                   |
| Oreste J. Silvestrini                        | Partido Unitario                       | 532                                    |                                        | 672                                    | 0,39                                   |
| Total de votos                               | Total de votos                         | Total de votos                         | Total de votos                         | 170.717                                | 100                                    |
| Electores registrados/Participación          | Electores registrados/Participación    | Electores registrados/Participación    | Electores registrados/Participación    | 221.837                                | 76,96                                  |
| Provincia de Córdoba 13 Diputados            |                                        |                                        |                                        |                                        |                                        |
| Partido                                      | Partido                                | Candidato                              | Votos al candidato                     | Votos al partido                       | %                                      |
|                                              | Partido Demócrata Progresista          | Juan Félix Cafferata                   | 38.633                                 | 38.633                                 | 52,74                                  |
| Manuel Peña                                  | Partido Demócrata Progresista          | 38.496                                 |                                        | 38.633                                 | 52,74                                  |
| Ramón José Cárcano                           | Partido Demócrata Progresista          | 38.394                                 |                                        | 38.633                                 | 52,74                                  |
| Mariano P. Ceballos                          | Partido Demócrata Progresista          | 38.188                                 |                                        | 38.633                                 | 52,74                                  |
| José Heriberto Martínez                      | Partido Demócrata Progresista          | 38.155                                 |                                        | 38.633                                 | 52,74                                  |
| Guillermo Rothe                              | Partido Demócrata Progresista          | 37.945                                 |                                        | 38.633                                 | 52,74                                  |
| Rubén J. Dussaut                             | Partido Demócrata Progresista          | 37.823                                 |                                        | 38.633                                 | 52,74                                  |
| Manuel J. Astrada                            | Partido Demócrata Progresista          | 37.821                                 |                                        | 38.633                                 | 52,74                                  |
| Julián Maidana                               | Partido Demócrata Progresista          | 37.546                                 |                                        | 38.633                                 | 52,74                                  |
|                                              | Unión Cívica Radical                   | Daniel Fernández                       | 34.615                                 | 34.615                                 | 47,26                                  |
| Arturo Mateo Bas                             | Unión Cívica Radical                   | 33.791                                 |                                        | 34.615                                 | 47,26                                  |
| Carlos J. Rodríguez                          | Unión Cívica Radical                   | 33.655                                 |                                        | 34.615                                 | 47,26                                  |
| Eduardo F. Quinteros                         | Unión Cívica Radical                   | 33.652                                 |                                        | 34.615                                 | 47,26                                  |
| M. N. Porta                                  | Unión Cívica Radical                   | 33.643                                 |                                        | 34.615                                 | 47,26                                  |
| C. Argañaras                                 | Unión Cívica Radical                   | 33.621                                 |                                        | 34.615                                 | 47,26                                  |
| A. H. Cabral                                 | Unión Cívica Radical                   | 33.490                                 |                                        | 34.615                                 | 47,26                                  |
| R. Argüello                                  | Unión Cívica Radical                   | 33.365                                 |                                        | 34.615                                 | 47,26                                  |
| P. Mariconde                                 | Unión Cívica Radical                   | 33.294                                 |                                        | 34.615                                 | 47,26                                  |
| Votos positivos                              | Votos positivos                        | Votos positivos                        | Votos positivos                        | 73.248                                 | 93,26                                  |
| Diferencia de actas                          | Diferencia de actas                    | Diferencia de actas                    | Diferencia de actas                    | 5.295                                  | 6,74                                   |
| Total de votos                               | Total de votos                         | Total de votos                         | Total de votos                         | 78.543                                 | 100                                    |
| Electores registrados/Participación          | Electores registrados/Participación    | Electores registrados/Participación    | Electores registrados/Participación    | 165.327                                | 47,51                                  |
| Provincia de Corrientes 3 Diputados          |                                        |                                        |                                        |                                        |                                        |
| Partido                                      | Partido                                | Candidato                              | Votos al candidato                     | Votos al partido                       | %                                      |
|                                              | Partido Liberal de Corrientes          | Ramón Díaz de Vivar                    | 16.453                                 | 16.453                                 | 52,06                                  |
| Benigno Martínez                             | Partido Liberal de Corrientes          | 16.415                                 |                                        | 16.453                                 | 52,06                                  |
|                                              | Unión Cívica Radical                   | Manuel Mora y Araujo                   | 15.149                                 | 15.149                                 | 47,94                                  |
| Julio G. Guastavino                          | Unión Cívica Radical                   | 14.393                                 |                                        | 15.149                                 | 47,94                                  |
| Votos positivos                              | Votos positivos                        | Votos positivos                        | Votos positivos                        | 31.602                                 | 68,70                                  |
| Diferencia de actas                          | Diferencia de actas                    | Diferencia de actas                    | Diferencia de actas                    | 14.398                                 | 31,30                                  |
| Total de votos                               | Total de votos                         | Total de votos                         | Total de votos                         | 46.000                                 | 100                                    |
| Electores registrados/Participación          | Electores registrados/Participación    | Electores registrados/Participación    | Electores registrados/Participación    | 86.946                                 | 52,91                                  |
| Provincia de Entre Ríos 1 Diputado           |                                        |                                        |                                        |                                        |                                        |
| Partido                                      | Partido                                | Candidato                              | Candidato                              | Votos                                  | %                                      |
|                                              | Unión Cívica Radical                   | Herminio Juan Quirós                   | Herminio Juan Quirós                   | 26.542                                 | 85,82                                  |
|                                              | Partido Socialista                     | Carlos A. Rossi                        | Carlos A. Rossi                        | 3.811                                  | 12,32                                  |
|                                              | Otros                                  | Otros                                  | Otros                                  | 575                                    | 1,86                                   |
| Votos positivos                              | Votos positivos                        | Votos positivos                        | Votos positivos                        | 30.928                                 | 65,64                                  |
| Votos en blanco                              | Votos en blanco                        | Votos en blanco                        | Votos en blanco                        | 16.191                                 | 34,36                                  |
| Diferencia de actas                          | Diferencia de actas                    | Diferencia de actas                    | Diferencia de actas                    | 1                                      | 0,00                                   |
| Total de votos                               | Total de votos                         | Total de votos                         | Total de votos                         | 47.120                                 | 100                                    |
| Electores registrados/Participación          | Electores registrados/Participación    | Electores registrados/Participación    | Electores registrados/Participación    | 96.186                                 | 48,99                                  |
| Provincia de Jujuy 1 Diputado                |                                        |                                        |                                        |                                        |                                        |
| Partido                                      | Partido                                | Candidato                              | Candidato                              | Votos                                  | %                                      |
|                                              | Unión Cívica Radical Oficialista       | Benjamín Villafañe Chaves              | Benjamín Villafañe Chaves              | 4.109                                  | 56,06                                  |
|                                              | Unión Cívica Radical                   | Ernesto Claros (h)                     | Ernesto Claros (h)                     | 3.220                                  | 43,94                                  |
| Votos positivos                              | Votos positivos                        | Votos positivos                        | Votos positivos                        | 7.329                                  | 86,19                                  |
| Diferencia de actas                          | Diferencia de actas                    | Diferencia de actas                    | Diferencia de actas                    | 1.174                                  | 13,81                                  |
| Total de votos                               | Total de votos                         | Total de votos                         | Total de votos                         | 8.503                                  | 100                                    |
| Electores registrados/Participación          | Electores registrados/Participación    | Electores registrados/Participación    | Electores registrados/Participación    | 15.886                                 | 53,53                                  |
| Provincia de La Rioja 2 Diputados            |                                        |                                        |                                        |                                        |                                        |
| Partido                                      | Partido                                | Candidato                              | Votos al candidato                     | Votos al partido                       | %                                      |
|                                              | Unión Cívica Radical                   | Zacarías Agüero Vera                   | 7.642                                  | 7.642                                  | 73,29                                  |
| Julio del C. Moreno                          | Unión Cívica Radical                   | 6.454                                  |                                        | 7.642                                  | 73,29                                  |
|                                              | Unión Cívica Radical Independiente     | Domingo de Castro                      | 2.785                                  | 2.785                                  | 26,71                                  |
| Votos positivos                              | Votos positivos                        | Votos positivos                        | Votos positivos                        | 10.427                                 | 99,96                                  |
| Diferencia de actas                          | Diferencia de actas                    | Diferencia de actas                    | Diferencia de actas                    | 4                                      | 0,04                                   |
| Total de votos                               | Total de votos                         | Total de votos                         | Total de votos                         | 10.431                                 | 100                                    |
| Electores registrados/Participación          | Electores registrados/Participación    | Electores registrados/Participación    | Electores registrados/Participación    | 20.223                                 | 51,58                                  |
| Provincia de Mendoza 3 Diputados             |                                        |                                        |                                        |                                        |                                        |
| Partido                                      | Partido                                | Candidato                              | Votos al candidato                     | Votos al partido                       | %                                      |
|                                              | Unión Cívica Radical                   | Emilio Quellet                         | 12.833                                 | 12.833                                 | 45,04                                  |
| Francisco Rubilar                            | Unión Cívica Radical                   | 12.800                                 |                                        | 12.833                                 | 45,04                                  |
|                                              | Unión Cívica Radical Lencinista        | Carlos Washington Lencinas             | 7.319                                  | 7.319                                  | 25,69                                  |
| Antenor R. Pereyra                           | Unión Cívica Radical Lencinista        | 7.299                                  |                                        | 7.319                                  | 25,69                                  |
|                                              | Partido Autonomista                    | Mario Arenas                           | 5.551                                  | 5.551                                  | 19,48                                  |
| Melitón Arroyo                               | Partido Autonomista                    | 5.491                                  |                                        | 5.551                                  | 19,48                                  |
|                                              | Partido Socialista                     | Ramón Morey                            | 2.791                                  | 2.791                                  | 9,80                                   |
| Santiago F. Castromán                        | Partido Socialista                     | 2.651                                  |                                        | 2.791                                  | 9,80                                   |
| Votos positivos                              | Votos positivos                        | Votos positivos                        | Votos positivos                        | 28.494                                 | 98,90                                  |
| Diferencia de actas                          | Diferencia de actas                    | Diferencia de actas                    | Diferencia de actas                    | 316                                    | 1,10                                   |
| Total de votos                               | Total de votos                         | Total de votos                         | Total de votos                         | 28.810                                 | 100                                    |
| Electores registrados/Participación          | Electores registrados/Participación    | Electores registrados/Participación    | Electores registrados/Participación    | 55.324                                 | 52,08                                  |
| Provincia de Salta 1 Diputado                |                                        |                                        |                                        |                                        |                                        |
| Partido                                      | Partido                                | Candidato                              | Candidato                              | Votos                                  | %                                      |
|                                              | Unión Provincial                       | Agustín Usandivaras                    | Agustín Usandivaras                    | 8.092                                  | 54,92                                  |
|                                              | Unión Cívica Radical Intransigente     | Carlos Outes                           | Carlos Outes                           | 4.325                                  | 29,35                                  |
|                                              | Unión Cívica Radical                   | Diego Outes                            | Diego Outes                            | 2.315                                  | 15,71                                  |
|                                              | Otros                                  | José María Romero                      | José María Romero                      | 1                                      | 0,01                                   |
|                                              | Otros                                  | Cantalicio Cabrera                     | Cantalicio Cabrera                     | 1                                      | 0,01                                   |
| Votos positivos                              | Votos positivos                        | Votos positivos                        | Votos positivos                        | 14.734                                 | 86,77                                  |
| Votos en blanco                              | Votos en blanco                        | Votos en blanco                        | Votos en blanco                        | 2.235                                  | 13,16                                  |
| Votos anulados                               | Votos anulados                         | Votos anulados                         | Votos anulados                         | 11                                     | 0,06                                   |
| Total de votos                               | Total de votos                         | Total de votos                         | Total de votos                         | 16.980                                 | 100                                    |
| Electores registrados/Participación          | Electores registrados/Participación    | Electores registrados/Participación    | Electores registrados/Participación    | 34.717                                 | 48,91                                  |
| Provincia de San Juan 2 Diputados            |                                        |                                        |                                        |                                        |                                        |
| Partido                                      | Partido                                | Candidato                              | Votos al candidato                     | Votos al partido                       | %                                      |
|                                              | Concentración Cívica                   | Juan P. Tierney                        | 7.712                                  | 7.712                                  | 41,15                                  |
| Domingo Cortínez                             | Concentración Cívica                   | 7.575                                  |                                        | 7.712                                  | 41,15                                  |
|                                              | Unión Cívica Radical Intransigente     | Carlos Conforti                        | 4.928                                  | 4.928                                  | 26,30                                  |
| Federico Cantoni                             | Unión Cívica Radical Intransigente     | 4.927                                  |                                        | 4.928                                  | 26,30                                  |
|                                              | Unión Cívica Radical                   | Arturo de la Rosa P.                   | 4.275                                  | 4.275                                  | 22,81                                  |
| Juan Videla Cuello                           | Unión Cívica Radical                   | 4.223                                  |                                        | 4.275                                  | 22,81                                  |
|                                              | Partido Socialista                     | Fernando Soldatti                      | 1.744                                  | 1.744                                  | 9,31                                   |
| Arturo Bottino                               | Partido Socialista                     | 1.741                                  |                                        | 1.744                                  | 9,31                                   |
|                                              | Partido Socialista Internacional       | Rodolfo Schmit                         | 74                                     | 74                                     | 0,39                                   |
| Aldo Cantoni                                 | Partido Socialista Internacional       | 73                                     |                                        | 74                                     | 0,39                                   |
|                                              | Otros                                  | Otros                                  | Otros                                  | 8                                      | 0,04                                   |
| Votos positivos                              | Votos positivos                        | Votos positivos                        | Votos positivos                        | 18.741                                 | 98,09                                  |
| Votos en blanco                              | Votos en blanco                        | Votos en blanco                        | Votos en blanco                        | 364                                    | 1,91                                   |
| Total de votos                               | Total de votos                         | Total de votos                         | Total de votos                         | 19.105                                 | 100                                    |
| Electores registrados/Participación          | Electores registrados/Participación    | Electores registrados/Participación    | Electores registrados/Participación    | 26.500                                 | 72,09                                  |
| Provincia de San Luis 3 Diputados            |                                        |                                        |                                        |                                        |                                        |
| Partido                                      | Partido                                | Candidato                              | Votos al candidato                     | Votos al partido                       | %                                      |
|                                              | Unión Cívica Radical                   | Diógenes Taboada                       | 7.021                                  | 7.021                                  | 48,64                                  |
| Teófilo I. Gatica                            | Unión Cívica Radical                   | 6.898                                  |                                        | 7.021                                  | 48,64                                  |
|                                              | Partido Demócrata Progresista          | Laureano Landaburu                     | 5.103                                  | 5.103                                  | 35,35                                  |
| Juan D. Aguilera                             | Partido Demócrata Progresista          | 4.799                                  |                                        | 5.103                                  | 35,35                                  |
|                                              | Unión Popular                          | Epifanio Mora Olmedo                   | 2.181                                  | 2.181                                  | 15,11                                  |
| José H. Moyano                               | Unión Popular                          | 2.045                                  |                                        | 2.181                                  | 15,11                                  |
|                                              | Unión Cívica Radical Intransigente     | Juan Arce Arce                         | 129                                    | 129                                    | 0,89                                   |
| Martín Olguin                                | Unión Cívica Radical Intransigente     | 127                                    |                                        | 129                                    | 0,89                                   |
| Votos positivos                              | Votos positivos                        | Votos positivos                        | Votos positivos                        | 14.434                                 | 98,61                                  |
| Votos en blanco                              | Votos en blanco                        | Votos en blanco                        | Votos en blanco                        | 166                                    | 1,13                                   |
| Diferencia de actas                          | Diferencia de actas                    | Diferencia de actas                    | Diferencia de actas                    | 38                                     | 0,26                                   |
| Total de votos                               | Total de votos                         | Total de votos                         | Total de votos                         | 14.638                                 | 100                                    |
| Electores registrados/Participación          | Electores registrados/Participación    | Electores registrados/Participación    | Electores registrados/Participación    | 29.602                                 | 49,45                                  |
| Provincia de Santa Fe 13 Diputados           |                                        |                                        |                                        |                                        |                                        |
| Partido                                      | Partido                                | Candidato                              | Votos al candidato                     | Votos al partido                       | %                                      |
|                                              | Unión Cívica Radical                   | Alberto J. Paz                         | 47.085                                 | 47.085                                 | 56,68                                  |
| Héctor S. López                              | Unión Cívica Radical                   | 47.061                                 |                                        | 47.085                                 | 56,68                                  |
| Eugenio Alemán                               | Unión Cívica Radical                   | 46.750                                 |                                        | 47.085                                 | 56,68                                  |
| Isaac Francioni                              | Unión Cívica Radical                   | 46.694                                 |                                        | 47.085                                 | 56,68                                  |
| Emilio Cardarelli                            | Unión Cívica Radical                   | 46.556                                 |                                        | 47.085                                 | 56,68                                  |
| Calixto A. Rodríguez                         | Unión Cívica Radical                   | 46.325                                 |                                        | 47.085                                 | 56,68                                  |
| José Antonio Montes                          | Unión Cívica Radical                   | 38.214                                 |                                        | 47.085                                 | 56,68                                  |
| Jorge Raúl Rodríguez                         | Unión Cívica Radical                   | 38.152                                 |                                        | 47.085                                 | 56,68                                  |
| Amancio González Zimmermann                  | Unión Cívica Radical                   | 37.815                                 |                                        | 47.085                                 | 56,68                                  |
|                                              | Partido Demócrata Progresista          | Joaquín Lagos                          | 30.887                                 | 30.887                                 | 37,18                                  |
| Luciano Molinas                              | Partido Demócrata Progresista          | 29.578                                 |                                        | 30.887                                 | 37,18                                  |
| Gerardo Castanti                             | Partido Demócrata Progresista          | 29.439                                 |                                        | 30.887                                 | 37,18                                  |
| Francisco E. Correa                          | Partido Demócrata Progresista          | 29.326                                 |                                        | 30.887                                 | 37,18                                  |
| Enrique Thedy                                | Partido Demócrata Progresista          | 29.223                                 |                                        | 30.887                                 | 37,18                                  |
| Leonidas Loza                                | Partido Demócrata Progresista          | 29.082                                 |                                        | 30.887                                 | 37,18                                  |
| Enzo Bordabehere                             | Partido Demócrata Progresista          | 28.943                                 |                                        | 30.887                                 | 37,18                                  |
| Gustavo Martínez Zuviría                     | Partido Demócrata Progresista          | 28.881                                 |                                        | 30.887                                 | 37,18                                  |
| Fernando Pesan                               | Partido Demócrata Progresista          | 28.864                                 |                                        | 30.887                                 | 37,18                                  |
|                                              | Partido Socialista                     | Amílcar Razori                         | 3.679                                  | 3.679                                  | 4,43                                   |
| Carlos Manacorda                             | Partido Socialista                     | 3.612                                  |                                        | 3.679                                  | 4,43                                   |
| Luis D. Bonaparte                            | Partido Socialista                     | 3.596                                  |                                        | 3.679                                  | 4,43                                   |
| Luis Stegagnini                              | Partido Socialista                     | 3.564                                  |                                        | 3.679                                  | 4,43                                   |
| Narciso A. Gnoatto                           | Partido Socialista                     | 3.558                                  |                                        | 3.679                                  | 4,43                                   |
| César Fornari (h)                            | Partido Socialista                     | 3.555                                  |                                        | 3.679                                  | 4,43                                   |
| Juan del Amo                                 | Partido Socialista                     | 3.554                                  |                                        | 3.679                                  | 4,43                                   |
| Juan Luis Wilhelm                            | Partido Socialista                     | 3.553                                  |                                        | 3.679                                  | 4,43                                   |
| Daniel Destefani                             | Partido Socialista                     | 3.519                                  |                                        | 3.679                                  | 4,43                                   |
|                                              | Partido Socialista Internacional       | Alberto Palcos                         | 1.416                                  | 1.416                                  | 1,70                                   |
| Juan Ferlini                                 | Partido Socialista Internacional       | 1.413                                  |                                        | 1.416                                  | 1,70                                   |
| Cortés Plá                                   | Partido Socialista Internacional       | 1.407                                  |                                        | 1.416                                  | 1,70                                   |
| Augusto Kuhn                                 | Partido Socialista Internacional       | 1.405                                  |                                        | 1.416                                  | 1,70                                   |
| José Fernando Penelón                        | Partido Socialista Internacional       | 1.402                                  |                                        | 1.416                                  | 1,70                                   |
| Eduardo González                             | Partido Socialista Internacional       | 1.396                                  |                                        | 1.416                                  | 1,70                                   |
| José Boglich                                 | Partido Socialista Internacional       | 1.396                                  |                                        | 1.416                                  | 1,70                                   |
| José G. Guzmán                               | Partido Socialista Internacional       | 1.391                                  |                                        | 1.416                                  | 1,70                                   |
| Zacarías Vega                                | Partido Socialista Internacional       | 1.373                                  |                                        | 1.416                                  | 1,70                                   |
| Votos positivos                              | Votos positivos                        | Votos positivos                        | Votos positivos                        | 83.067                                 | 87,77                                  |
| Diferencia de actas                          | Diferencia de actas                    | Diferencia de actas                    | Diferencia de actas                    | 11.576                                 | 12,23                                  |
| Total de votos                               | Total de votos                         | Total de votos                         | Total de votos                         | 94.643                                 | 100                                    |
| Electores registrados/Participación          | Electores registrados/Participación    | Electores registrados/Participación    | Electores registrados/Participación    | 159.185                                | 59,45                                  |
| Provincia de Santiago del Estero 4 Diputados |                                        |                                        |                                        |                                        |                                        |
| Partido                                      | Partido                                | Candidato                              | Votos al candidato                     | Votos al partido                       | %                                      |
|                                              | Unión Cívica Radical                   | Santiago E. Corvalán                   | 17.246                                 | 17.246                                 | 52,94                                  |
| Manuel Gallardo                              | Unión Cívica Radical                   | 16.991                                 |                                        | 17.246                                 | 52,94                                  |
| Absalón Carol                                | Unión Cívica Radical                   | 16.990                                 |                                        | 17.246                                 | 52,94                                  |
|                                              | Unión Cívica Radical Negra             | Rodolfo Arnedo                         | 8.671                                  | 8.671                                  | 26,62                                  |
| Domingo Medina                               | Unión Cívica Radical Negra             | 8.579                                  |                                        | 8.671                                  | 26,62                                  |
| Octavio Cordero                              | Unión Cívica Radical Negra             | 8.524                                  |                                        | 8.671                                  | 26,62                                  |
|                                              | Unión Democrática                      | Alejandro Gancedo (h)                  | 6.120                                  | 6.120                                  | 18,79                                  |
| Antonio López Agrelo                         | Unión Democrática                      | 5.433                                  |                                        | 6.120                                  | 18,79                                  |
| Alejandro Infante                            | Unión Democrática                      | 5.232                                  |                                        | 6.120                                  | 18,79                                  |
|                                              | Partido Socialista                     | Francisco Aló                          | 539                                    | 539                                    | 1,65                                   |
| Carlos Rava                                  | Partido Socialista                     | 539                                    |                                        | 539                                    | 1,65                                   |
| Antonio López                                | Partido Socialista                     | 539                                    |                                        | 539                                    | 1,65                                   |
| Votos positivos                              | Votos positivos                        | Votos positivos                        | Votos positivos                        | 32.576                                 | 98,17                                  |
| Diferencia de actas                          | Diferencia de actas                    | Diferencia de actas                    | Diferencia de actas                    | 606                                    | 1,83                                   |
| Total de votos                               | Total de votos                         | Total de votos                         | Total de votos                         | 33.182                                 | 100                                    |
| Electores registrados/Participación          | Electores registrados/Participación    | Electores registrados/Participación    | Electores registrados/Participación    | 67.593                                 | 49,09                                  |
| Provincia de Tucumán 2 Diputados             |                                        |                                        |                                        |                                        |                                        |
| Partido                                      | Partido                                | Candidato                              | Votos al candidato                     | Votos al partido                       | %                                      |
|                                              | Unión Cívica Radical                   | José Luis Aráoz                        | 20.531                                 | 20.531                                 | 56,29                                  |
| Ernesto M. del Moral                         | Unión Cívica Radical                   | 20.476                                 |                                        | 20.531                                 | 56,29                                  |
|                                              | Partido Liberal de Tucumán             | José Lucas Penna                       | 12.769                                 | 12.769                                 | 35,01                                  |
| Melitón Camaño                               | Partido Liberal de Tucumán             | 12.733                                 |                                        | 12.769                                 | 35,01                                  |
|                                              | Partido Socialista                     | Manuel Grande Alurralde                | 2.723                                  | 2.723                                  | 7,47                                   |
| Emilio López                                 | Partido Socialista                     | 2.652                                  |                                        | 2.723                                  | 7,47                                   |
|                                              | Liga Agraria                           | Isaías Padilla                         | 381                                    | 381                                    | 1,04                                   |
| Nicanor Posse                                | Liga Agraria                           | 380                                    |                                        | 381                                    | 1,04                                   |
|                                              | Unión Cívica Radical Intransigente     | Patricio Correa Uriburu                | 68                                     | 68                                     | 0,19                                   |
| José B. Antoni                               | Unión Cívica Radical Intransigente     | 61                                     |                                        | 68                                     | 0,19                                   |
| Votos positivos                              | Votos positivos                        | Votos positivos                        | Votos positivos                        | 36.472                                 | 97,62                                  |
| Votos en blanco                              | Votos en blanco                        | Votos en blanco                        | Votos en blanco                        | 889                                    | 2,38                                   |
| Total de votos                               | Total de votos                         | Total de votos                         | Total de votos                         | 37.361                                 | 100                                    |
| Electores registrados/Participación          | Electores registrados/Participación    | Electores registrados/Participación    | Electores registrados/Participación    | 89.453                                 | 41,77                                  |

1. ↑  Renunció el 15 de mayo de 1922, reemplazado por Juan A. Errecart (UCR) en 1922.
2. 1 2 3 4 5 6 7 8 9 10 11 12 13 14 15 16 17 18 19 20 21 22 23 24 25  Electo por dos años debido al agrandamiento del Congreso.
3. ↑  Renunció el 26 de junio de 1922, no fue reemplazado.
4. ↑  Falleció el 21 de septiembre de 1923, no fue reemplazado.
5. ↑  Renunció el 3 de octubre de 1923, no fue reemplazado.
6. ↑  Renunció el 11 de abril de 1922, no fue reemplazado.
7. ↑  Renunció el 12 de julio de 1922, no fue reemplazado.
8. ↑  Falleció el 17 de mayo de 1921, reemplazado por José Hipólito Lencinas (UCR-L) en 1923.
9. ↑  Renunció el 4 de febrero de 1922, reemplazado por Francisco J. Muñiz (UCR-L) en 1923.
10. ↑  Renunció el 10 de octubre de 1923, no fue reemplazado.

## Elección parcial
Elección especial en la provincia de Santa Fe para completar el mandato de Enrique Mosca (1918-1922). Se realizan el 25 de julio de 1920.
|  | 78,07 % |

|  | 12,54 % |

|  | 8,65 % |

|  | 0,49 % |

|  | 66,10 % |

|  | 33,90 % |

|  | 100 % |

|  | 45,09 % |